# 宣帝 (北周)
宣帝（せんてい）は、北朝北周の第4代皇帝。姓は宇文（うぶん）、諱は贇（いん）。北周の武帝の長男。

## 生涯
559年、同州で生まれた。561年5月、魯国公に封じられた。572年4月、皇太子に立てられた。576年2月、武帝の命を受けて吐谷渾討伐に赴き、伏俟城に達して撤退した。
周囲から皇太子としての資質を疑問視されており、父の武帝から厳しい教育を受けた。その内容は杖で激しく殴打されるなど厳しいものであり、578年6月に武帝が死去した際には、杖で打たれた痕を撫でながらようやく死んだなと呟いたといわれる。また武帝の通夜が済まないうちから、武帝の宮人たちに淫行を迫ったともいう。
宣帝は即位するとまもなく、軍部の重鎮で北斉攻略の立役者であった、叔父の斉王宇文憲を無実の罪を着せて誅殺した。またのちには王軌を殺害させるなど、武帝時代の旧臣を粛清した。住居の天徳殿を五色の土で塗り分け、宗廟の礼器を飲食に用いた。鞭打ちの罰を好み、120回を決まりとして「天杖」と称し、後宮の后妃として寵愛を受ける者たちにすら背に多くの鞭跡を残した。また常時4万人を動員して、洛陽に大規模な宮殿を造営した。
579年2月、宣帝は在位1年足らずで7歳の長男の宇文衍（静帝）に譲位した。自らは天元皇帝と名乗り、天元皇后・天皇后・天右皇后・天左皇后・天中大皇后の五人を立后して、酒色に走った。ただし、同時に複数の皇后を立てることは、漢（後の前趙）の劉聡の七皇后の例などにも見られ、単なる漁色ではなく、北族の習慣との関連を考慮する必要がある。
武帝の宗教廃毀政策（三武一宗の法難の第2回目）に関しては、宣帝は弾圧を緩和した。仏教と道教の完全復活には至らなかったものの、宣帝は武帝時代に禁止されていた仏像と天尊像を造らせて自らと共に南面に安置し、儒仏道三教が並列される様を表現した。ただしこれは宗教に対しての寛容の結果とは言えず、遊興の一環であったことは明白である。また、長安と洛陽の二京には『毛詩』の孝養を詠った詩にちなんだ陟岵寺を各一寺、復活させた。長安の陟岵寺には、579年4月に菩薩僧120名が選抜されて置かれることとなった。その名の通り菩薩僧は剃髪せず有髪の僧として国家のために法会を行った。なお、洛陽の陟岵寺は後の嵩山少林寺である。
酒色遊興にふけるため、政治を天元皇后の父親である隨国公楊堅に一任し、楊堅の専制を招いたことが北周の滅亡の要因となった。580年5月己酉、宣帝は天徳殿で死去した。享年22。

## 宗室

### 后妃
- 楊麗華（皇后、天元皇后、天元大皇后、皇太后、隋の楽平公主）
- 朱満月（貴妃、天皇后、天大皇后）
- 陳月儀（徳妃、天左皇后、天中大皇后）
- 元楽尚（貴妃、天右皇后、天右大皇后）
- 尉遅熾繁（長貴妃、天左大皇后）
- 王姫
- 皇甫姫
- 高氏（北斉の孝昭帝の三男の汝南王高彦理の娘）

### 男子
- 静帝 宇文衍（朱満月の子）
- 宇文衎（王姫の子）- 581年、楊堅によって殺害された。
- 宇文術（皇甫姫の子） - 581年、楊堅によって殺害された。

### 女子
- 宇文娥英（楊麗華の娘、578年 - 615年） - 楊堅の外孫でもある。北周滅亡後の旧皇族に対する粛清を免れ、生き残った。
- 宇文昡（楊麗華の娘、577年 - 594年）- 宣帝の五女。北周滅亡後の旧皇族に対する粛清を免れ、生き残った。17歳で早世。近年、発掘調査において墓石は出土している。

## 孫
- 李静訓（宇文娥英と李敏のあいだの娘、600年 - 608年） - 唯一の孫。享年9で夭折。李敏・宇文娥英夫妻にほかに子はなく、李静訓の夭折と宇文娥英が母方の叔父である煬帝により賜死に追い込まれたことで、宣帝の直系子孫は途絶えた。